# Mariano Torres
Mariano Néstor Torres (ur. 19 maja 1987 w Buenos Aires) – argentyński piłkarz występujący na pozycji środkowego pomocnika, od 2016 roku zawodnik kostarykańskiego Deportivo Saprissa.